# Жан Шаплен
Жан Шаплен (фр. Jean Chapelain; 4 грудня 1595, Париж — 22 лютого 1674, там же) — французький поет і літературний критик XVII століття.

## Життєпис та літературно-критикуючі праці
Син нотаріуса. У юному віці вивчив латинь та грецьку мову, потім іспанську та італійську мови. Здобув популярність та розташування кардинала Рішельє завдяки своїй передмові до поеми Марино «Адоніс» (L'Adone), вперше опублікованої в Парижі  1623. Надалі, твердо ставши на класистичні позиції, де містилося компромісне рішення проблеми «задоволення» та «користі» в мистецтві, Шаплен прагнув відмовитися від нього.
Відвідував готель Рамбуйє, підтримував дружні стосунки з Монтозье, Рецом, мадам де Севінье. Після смерті кардинала був близький до Кольбера, якому доставляв списки французьких та іноземних письменників, гідних королівської пенсії.
1634  — Обраний членом Французької академії (крісло № 7), прийшов до ідеї про необхідність скласти словник французької мови, за дорученням кардинала, склав план академічного словника, виконання якого прославило академію.
Лист—трактат Шаплена «Обгрунтування правила двадцяти чотирьох годин...» (Demostration de la Regle des Vingt-Quatre heures, 1630) стало важливим етапом у формуванні нормативної класицистичної естетики. У співавторстві з Валантеном Конрар Шаплен за дорученням Рішельє склав відгук академії про «Сіде» Корнеля . У цьому відгуку Шаплен прагнув дати збалансовану оцінку трагікомедії, примирити критику п'єси (якої вимагав Рішельє) з похвалами на адресу знаменитого драматурга.
Шаплен є також автором трактату «Про читання старовинних романів» (De la lecture des vieux romans, опублікований у 1870) та перекладу на французьку мову шахрайського роману Матео Алемана «Гусман з Альфараче» (1619—1620).

## Поетичне та епістолярна спадщина
Вірші Шаплена — оди (в тому числі «Ода до Рішельє», Ode a Richelieu, 1633), сонети і мадригали — отримали значний успіх. Непомірні похвали (Шаплена порівнювали з Гомером та Вергілієм) спонукали поета взятися за героїчну епопею, героїнею якої він обрав Жанну д'Арк (La Pucelle ou la France delivree, перші 12 пісень опубліковані, 1656 році, інші  1882 році). 

Енгр. Жанна д'Арк на коронації Карла VII. 1854. Париж, Лувр.

У кілька місяців розійшлося шість видань, проте розчарування читачів дорівнювало їх початкового нетерпінню, а отруйна критика з боку Буало, Расіна, Лафонтена та Мольера довершила літературну загибель епопеї. Пародією на Шаплена (з іронічним вступом, зверненим до «співакові цього чудотворної діви») стала знаменита фривольно—сатирична «Орлеанська діва» Вольтера. Пушкін згадував ім'я Шаплена в номінальною сенсі, як символ поганої поезії.
Літературні думки Шаплена збереглися в його листах, в тому числі до нідерландського літератора та дипломата  Ніколаса Гейнзіуса.

## Псилання
- (фр.) Героїчна поема «Незаймана, або Звільнена Франція» [Архівовано 9 серпня 2019 у Wayback Machine.]
- (фр.) Трактат «Про читанні старовинних романів»
- Б. В. Томашевський, Л. І. Вольперт. Жан Шаплен